# Niekłonice (przystanek kolejowy)
Niekłonice – nieczynny przystanek kolejowy w Niekłonicach, w województwie zachodniopomorskim, w Polsce, na linii kolejowej nr 202 łączącej stację Gdańsk Główny ze Stargardem.